# Shoshannah Stern
Shoshannah Stern (Walnut Creek, Califòrnia, 3 de juliol de 1980) és una actriu estatunidenca d'origen jueu.

## Biografia
Prové d'una família sorda des de fa ja quatre generacions d'origen jueu. Una de les seues àvies va sobreviure a l'Holocaust.
La seua llengua materna és la llengua de signes estatunidenca i sap llegir els llavis sense intèrpret. Quan residia a Califòrnia assistí a l'Escola per a Sords de Califòrnia junt amb els seus germans i els seus pares que és on treballen.
Més endavant va anar a la Universitat Gallaudet a Washington DC on desenvolupà la seua passió pel teatre guanyant diversos premis, Va participar d'extra a la pel·lícula The Autheur Theory, escrita i dirigida per Evan Oppenheimer. L'hivern del seu últim any de carrera a la Universitat de Gallauded, l'any 2001, se li va oferir la possibilitat de participar com estrella convidada a la sèrie Off Centre de la Warner Bros. a Los Angeles, va assistir a l'audició i aconseguí el paper.
Apareix en més sèries estatunidenques com a estrella convidada. Alguns títols són Providence, ER a la NBC, Boston Public a la Fox Broadcasting Company i The Division a Lifetime l'any 2003. Obté el seu primer paper seriós com a personatge recurrent a la sèrie estatunidenca Threat Matrix de la cadena ABC Television Studio. La sèrie tracta dels perills que poden colpejar els Estats Units i com un grup antiterrorista desenvolupa un remei per acabar amb l'amenaça terrorista. La sèrie va ser suspesa als 14 capítols deixant-ne dos d'inèdits. L'any 2004 va participar en la pel·lícula The Last Shot junt amb Alec Baldwin, Calista Flockhart i Toni Collette del director Jeff Nathanson i hi interpretà el paper de promesa de Matthew Broderick.
L'any 2005 va tornar al teatre on interpretà papers importants a Pasadena (Califòrnia) fent teatre i actua en anglès com en llenguatge de signes. Aquell mateix any també va ser triada per interpretar el paper de Megan en la reeixida sèrie de Showtime Weeds. A la sèrie Shoshannah interpreta el paper de Megan, una noia sorda que va a la mateixa escola que Silas Botwin Hunter Parrish, que és el fill de la Nancy. Els dos adolescents s'enamoren i torna a la segona temporada. Així i tot el personatge de Megan deixa d'aparèixer a mitjan segona temporada perquè així ho requerí l'argument de la història quan ella es queda embarassada d'en Silas i els pares de la Megan l'obliguen a avortar.
Al mateix temps, durant els episodis de la segona temporada de Weeds es fixen amb Stern perquè faça d'actriu a la sèrie televisiva d'acció i ciència-ficció de la CBS Jericho. Allí interpreta el paper de Bonnie i viu a una granja familiar i conviuen amb altres personatges. Es troben a una de les zones més afectades dels Estats Units per un 'atac nuclear' que danya els cultius.
El fet d'aparèixer a Weeds i a Jericho llancen Shoshannah Stern com a la primera actriu sorda que obté papers principals a dos grans sèries d'èxit estatunidenques.
També ha aparegut al vídeo de campanya de Barack Obama Yes we can.

## Teatre

### Deaf West Theatre
- Open Window .... Susan (dirigida per Eric Simonson)
- Children of a Lesser God .... Sarah (dirigida per Joe Giamalva)
- The Vagina Monologues .... Ensemble (dirigit per Jane Norman)
- The Doctor in Spite of Himself .... Martine (dirigida per Tim McCarty)
- Romeo and Juliet .... Juliet (dirigida per Julianna Fjeld)
- Aladdin .... Ballarina (dirigida per CJ Jones)
- The Cat and the Canary .... Annabelle (dirigida per CJ Jones)
- A Funny Thing Happened on the Way to the Forum .... Gymnasia (dirigida per CJ Jones)
- Anne of Green Gables .... Anne (dirigida per Charles Katz)

## Filmografia
- The Auteur Theory (1999)
- Off Centre (sèrie de televisió, 2002) episodi 1.16
- Providence (sèrie de televisió, 2002) episodi 4.19
- Boston Public (sèrie de televisió, 2002) episodi 3.6
- ER (sèrie de televisió, 2003) episodi 9.11
- The Division (sèrie de televisió, 2003) episodi 3.5
- Justice (2003)
- Codice Matrix (sèrie de televisió, 2003-2004)
- The Last Shot (2004)
- Weeds (sèrie de televisió, 2005-2006)
- Jericho (sèrie de televisió, 2006-2008)
- Adventures Of Power (2008)
- Cold Case (sèrie de televisió, 2008) episodi 5.14
- Yes We Can (videoclip, 2008)
- Festival Updates (2008)
- See What I'm Saying: The Deaf Entertainers Documentary (2009)
- Lie to Me (Sèrie de televisió, 2010)